# Celje
Celje (tyska Cilli) är en ort och kommun i Slovenien, vid sammanflödet av fyra floder i nedre Savinja-dalen, i slovenska 
Steiermark. Det är landets tredje folkrikaste stad. Motorvägen A1 mellan Maribor och Ljubljana passerar Celje. Intercitytåg passerar staden.
Staden har en lång historia. Den keltiska stammen Taurisci bosatte sig i området under den förromerska järnåldern och grundade bosättningen Celeia som var strategiskt placerad längs bärnstensvägen, den urgamla handelsvägen från Östersjön till Adriatiska havet. Ett uttryck för Celeias betydelse och Tauriscis makt var myntandet av egna guld- och silvermynt i staden. Celeia blev en av de mest betydelsefulla städerna i Noricum och fick efter den romerska annekteringen status som municipum (”romersk stad”) under kejsar Claudius. Innevånarna antog tidigt en ”romaniserad” livsstil, men intressant nog var det keltiska inflytandet på den lokala kulturen fortfarande starkt, vilket visar sig i mode (avbildningar av personer) i konst och andra arkitektoniska detaljer bevarade från Celeia. På forum stod tempel som sannolik var tillägnade tiraden Jupiter, Juno och Minerva och ovan staden på en kulle Celeias Hercules-tempel som var vida berömt i Romarriket. Medan forum idag är överbyggt och ligger under den nuvarande stadsplanen, är ruinen av Hercules-templet fortfarande synlig. Vid den romerska landsvägen Via Gemina strax utanför Celeia (i orten Šempeter (Sankt Peter)) finns en romersk nekropol med mycket välbevarade och imponerande gravmonument.
Under medeltiden var Celje säte för celjeätten (se grevarna av Cilli). Många prominenta byggnadsminnesmärken i staden är knutna till dem: Övre (gamla) borgen, nedre (nya) borgen (var en av landets främsta gotiska palatsbyggnader, men har delvis förstörts genom ombyggnationer och vanvård under århundradenas lopp), gamla grevegården och befästningsverk till stadsmurarna.
Till de sakrala objekten hör domkyrkan St. Daniel (1300-tal), minoritkyrkan (1200-tal), St. Nicholas (1300-tal), St. Elisabeth (1400-tal), St. Maxmilian (1400-tal), ett dophus (slutet av 300-talet) och ett kapucinerkloster.
Staden har bland annat livsmedels-, kemi- och metallindustri. Järnvägen kom till staden 1846 och med den industrialismen.
Humle odlas i stor skala för ölproduktion i området runt Celje.
I stadens omgivningar finns flera kurorter med termalkällor, bland andra Dobrna och Zreče. De tre bildsköna alpdalarna Logarska Dolina, Robanov Kot och Matokov Kot med vattenfall och gamla bergsgårdar ligger i Kamnik-Savinja Alperna inte långt från Celje.

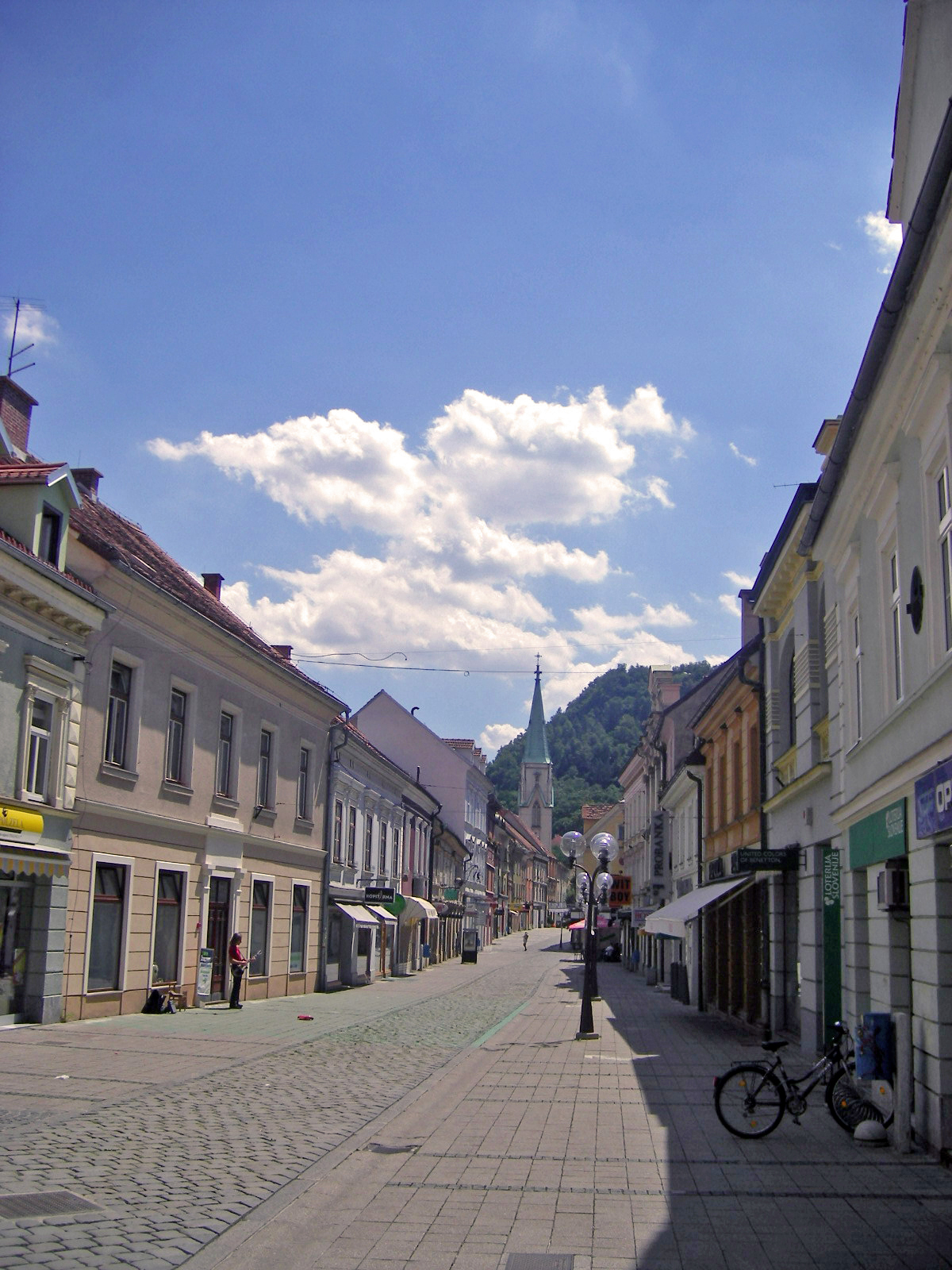
Stadsscen från i Celje.
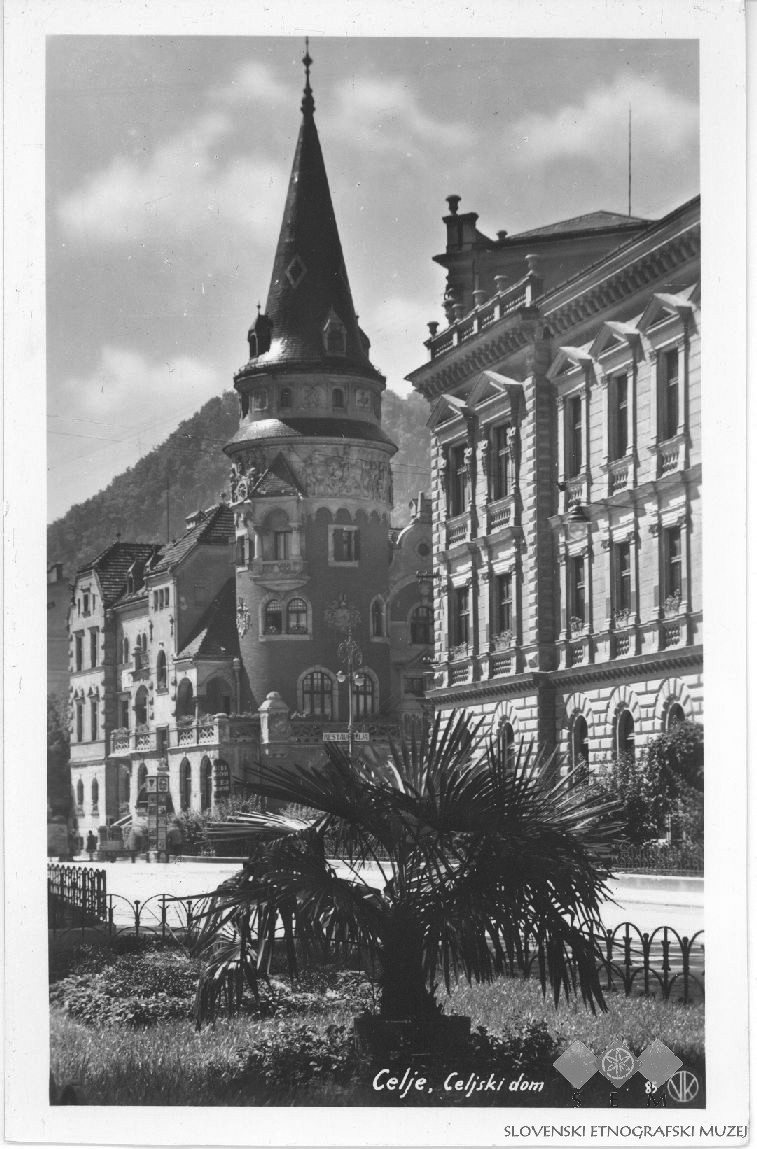
Stadsscen på gammalt vykort från Celje.
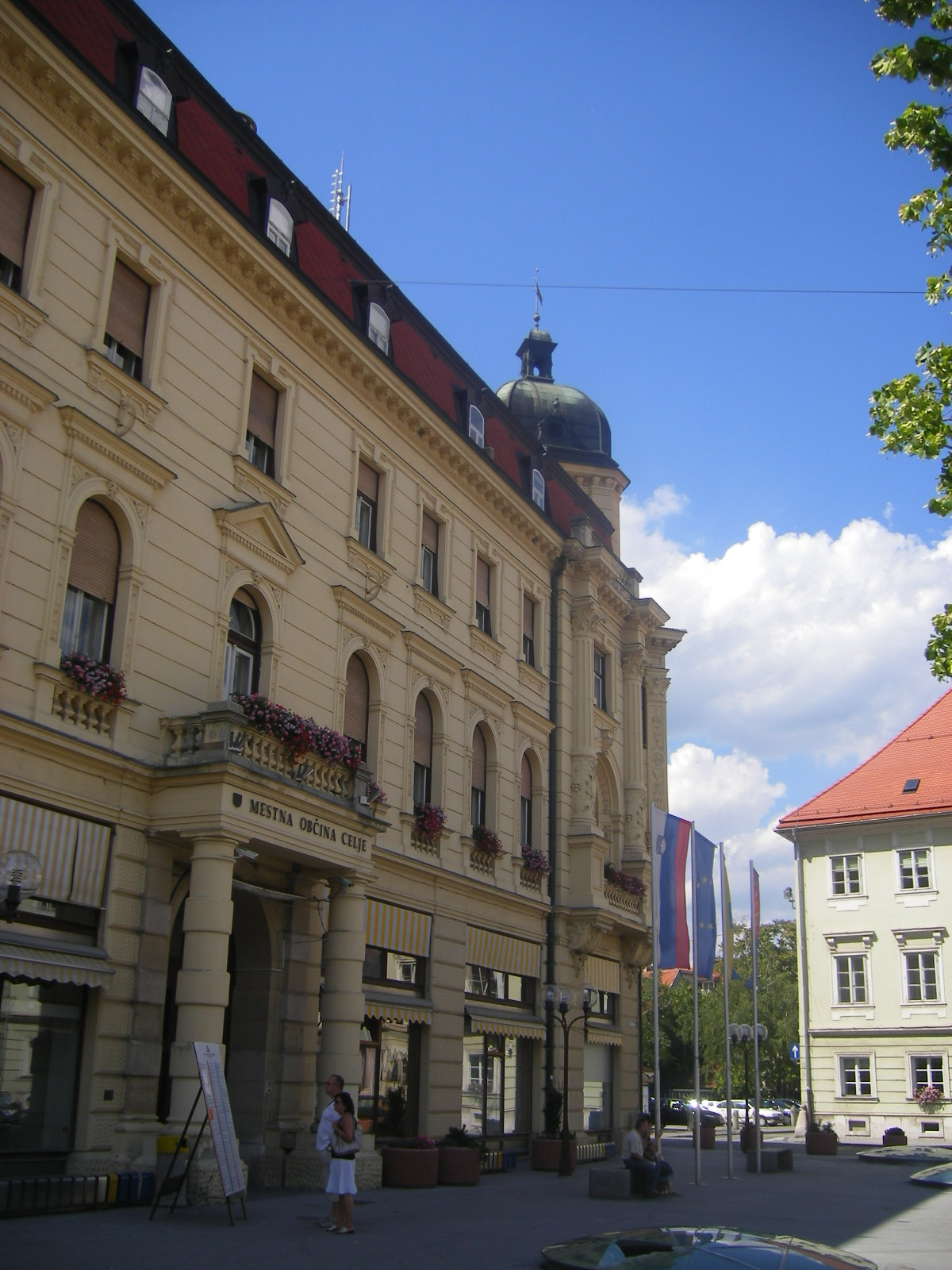
Stadsscen från i Celje.
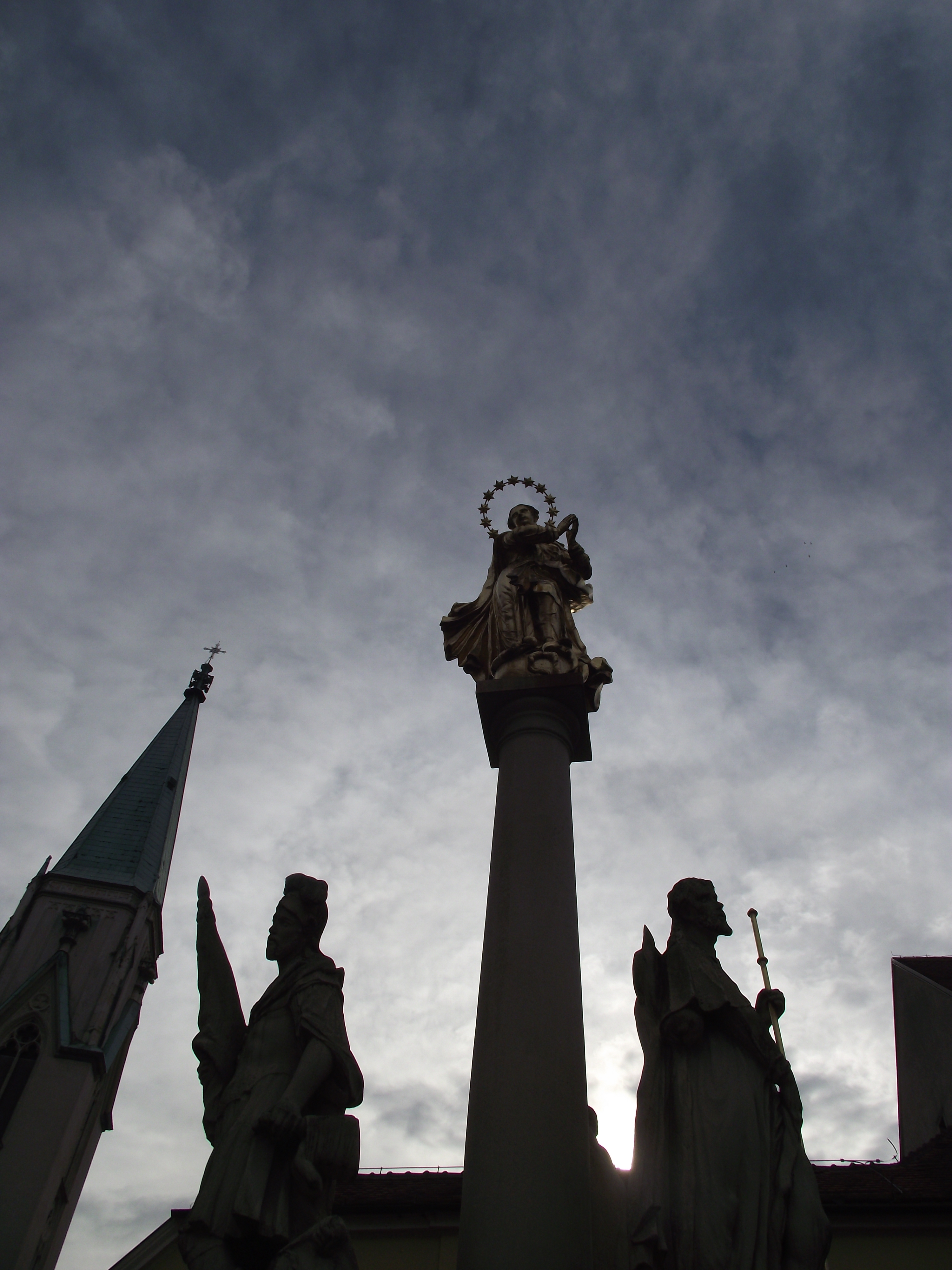
Framför domkyrkan St. Daniel.
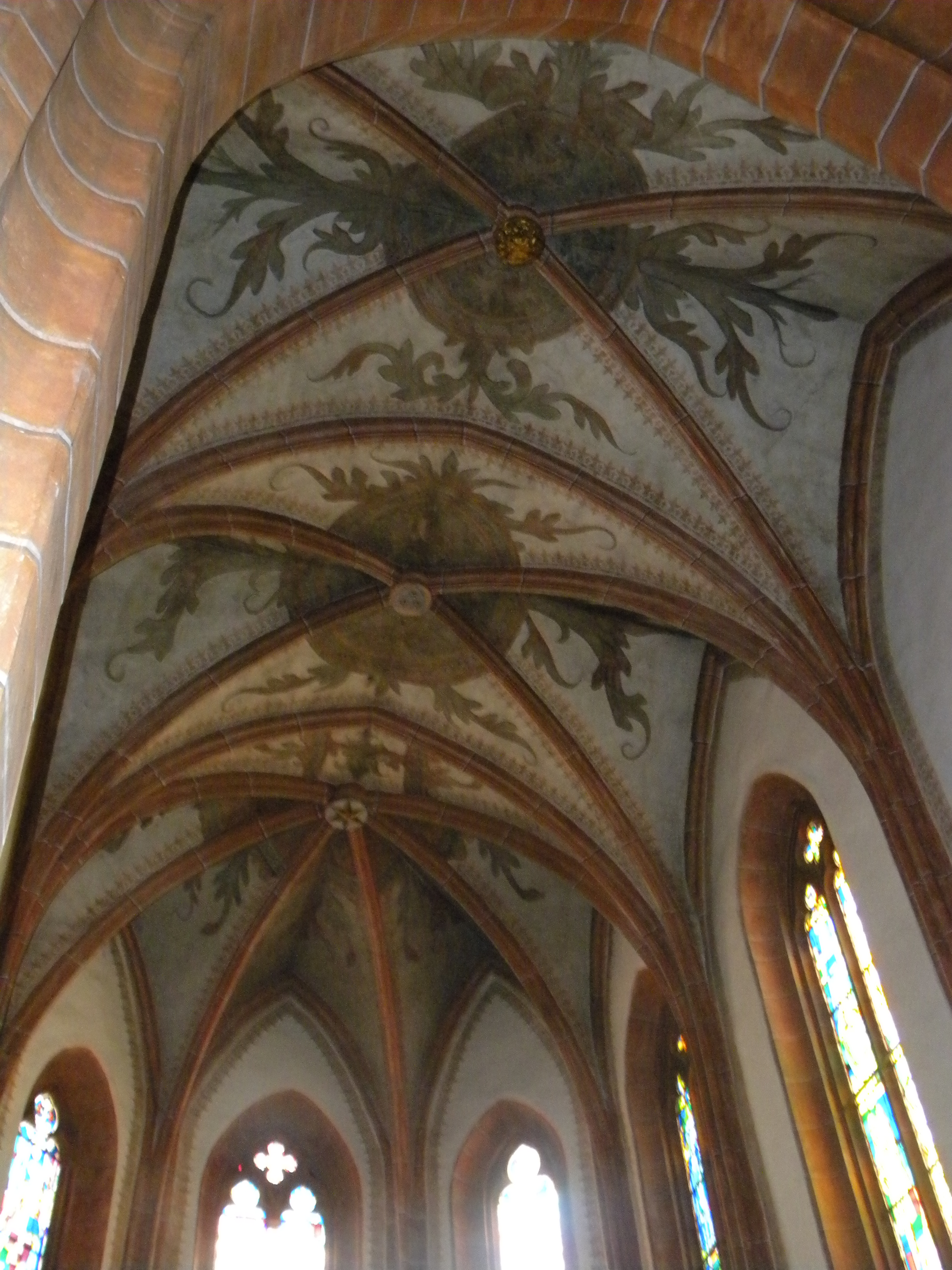
Gotiska fresker i domkyrkan St. Daniel.
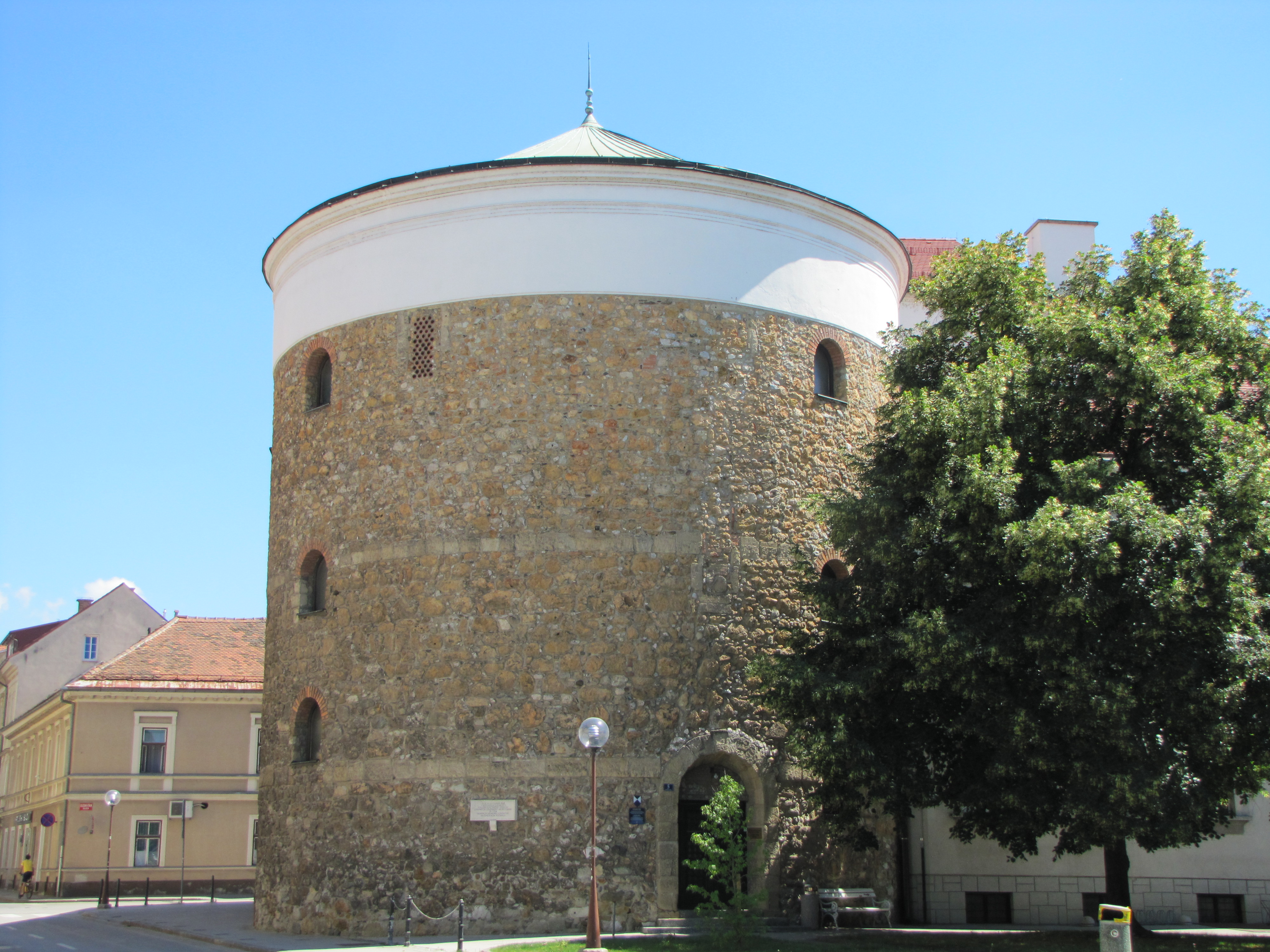
Detta torn från stadsmuren är numera ansluten till en teater.
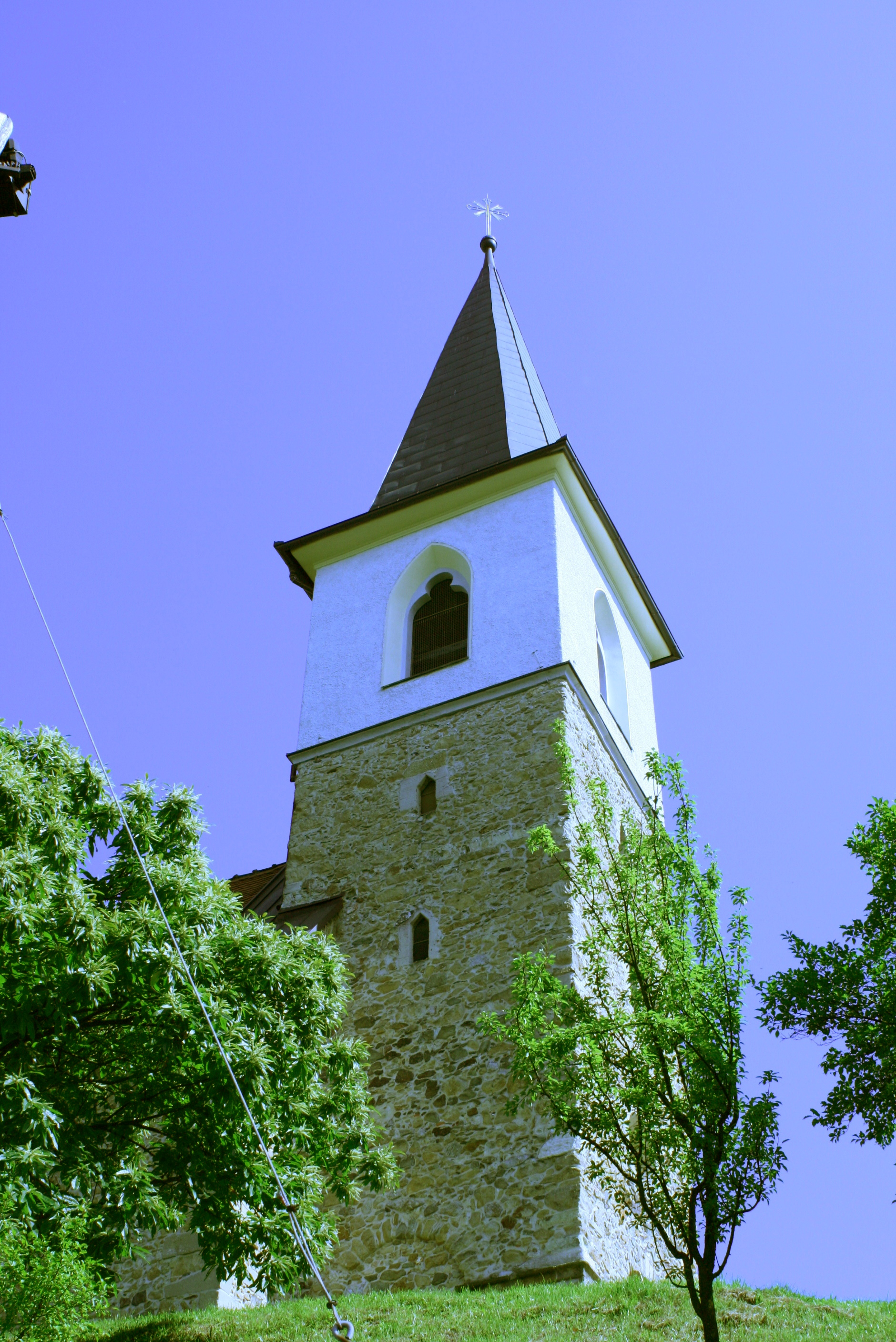
St. Nicholas från 1300-talet.
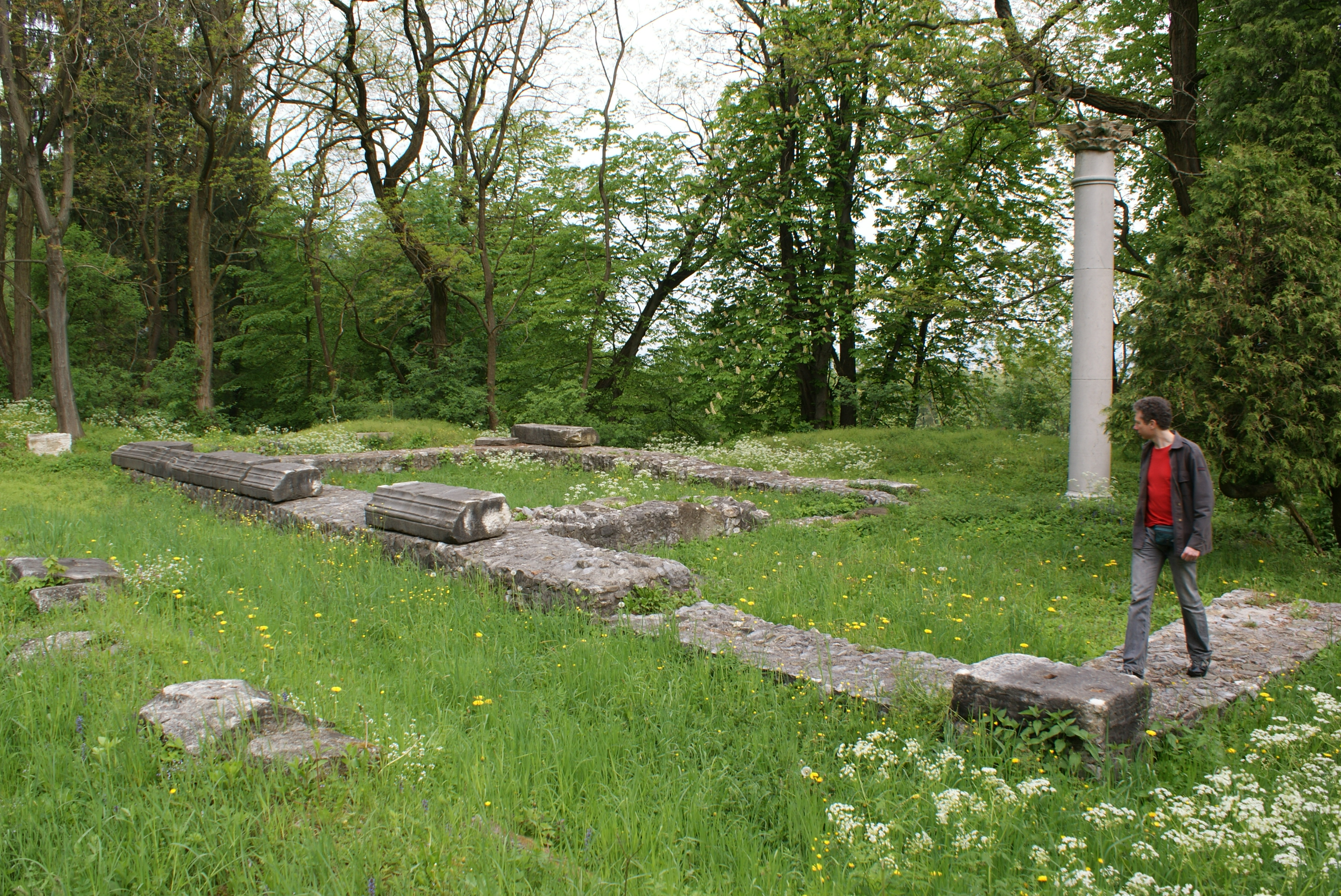
Grunden till ett romerskt tempel i Celje.
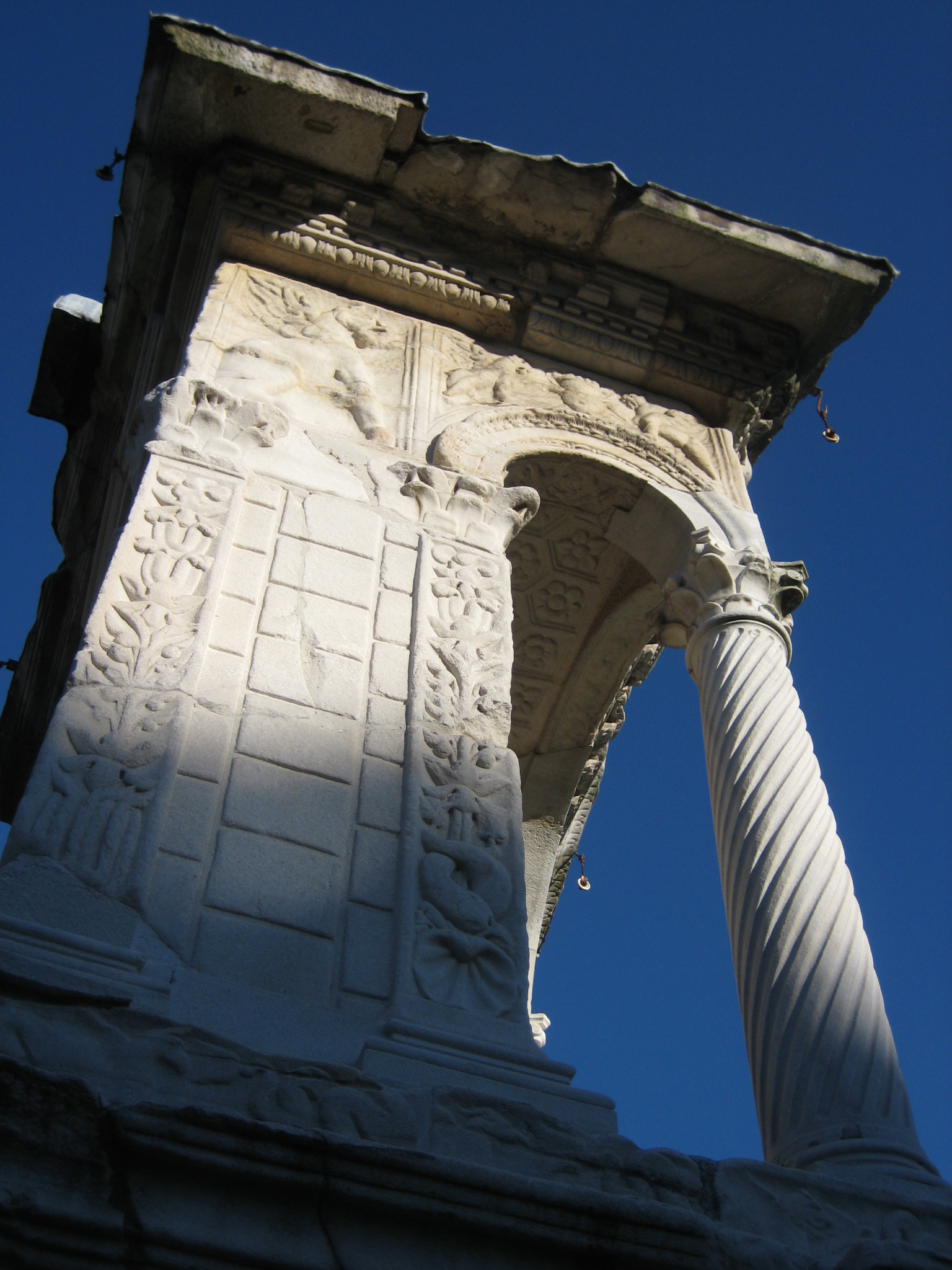
Romersk nekropol (1:a århundradet e. Kr.) i Šempeter utanför Celje.

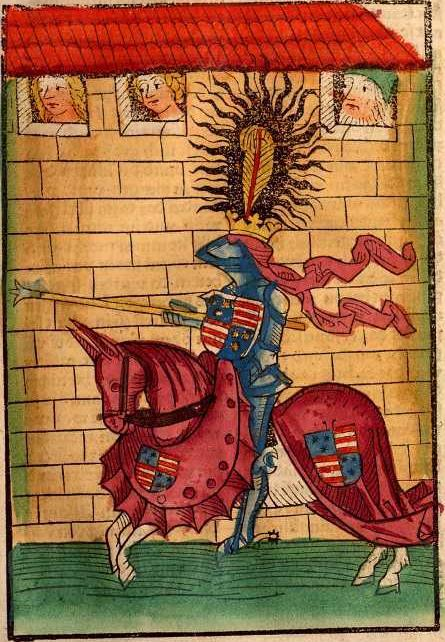
Herman II av Celje under ett tornerspel.
Celjeättens vapen.
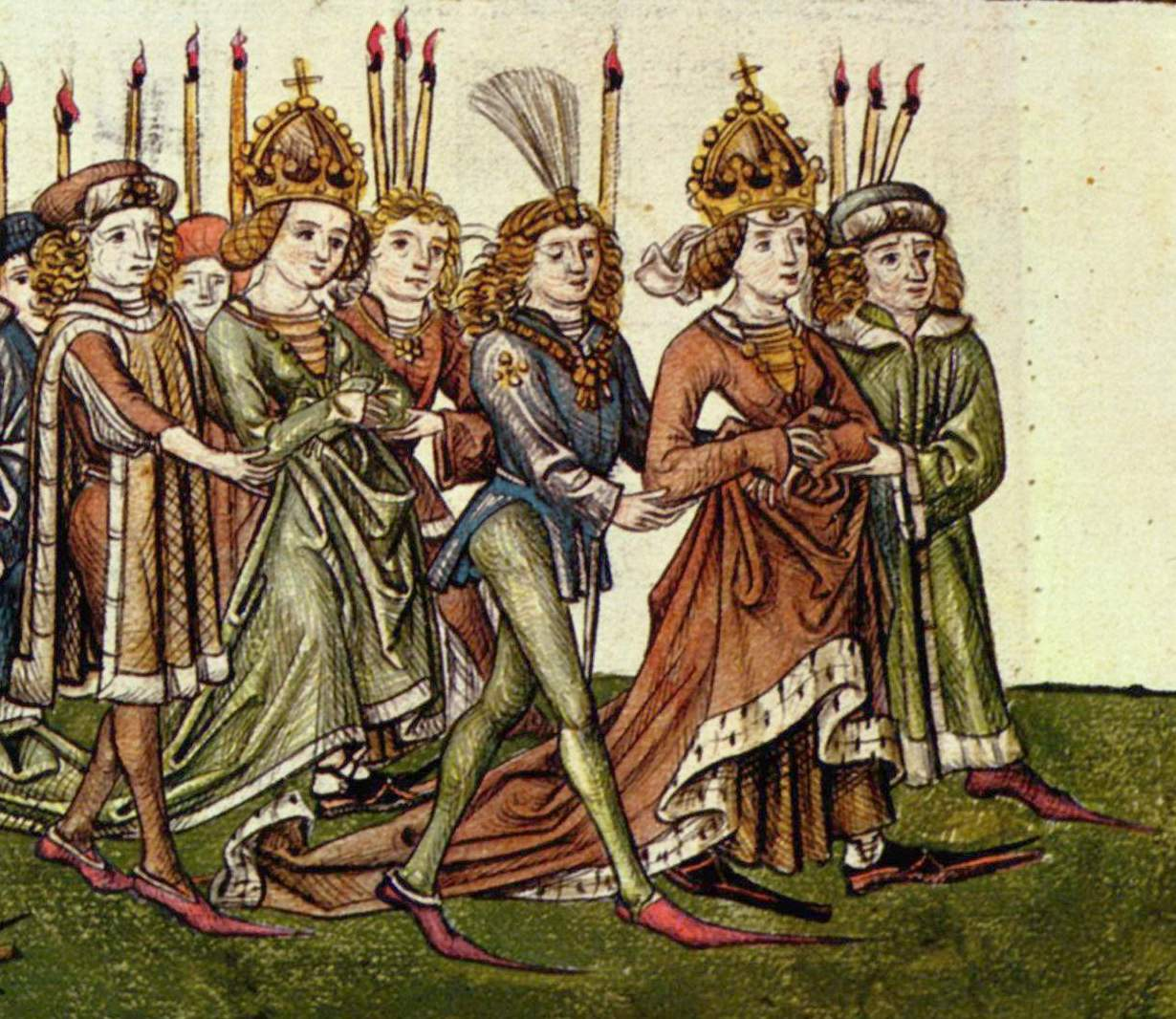
Barbara av Celje, tysk-romersk kejsarinna, och hennes dotter Elisabeth tågar in i Münster.

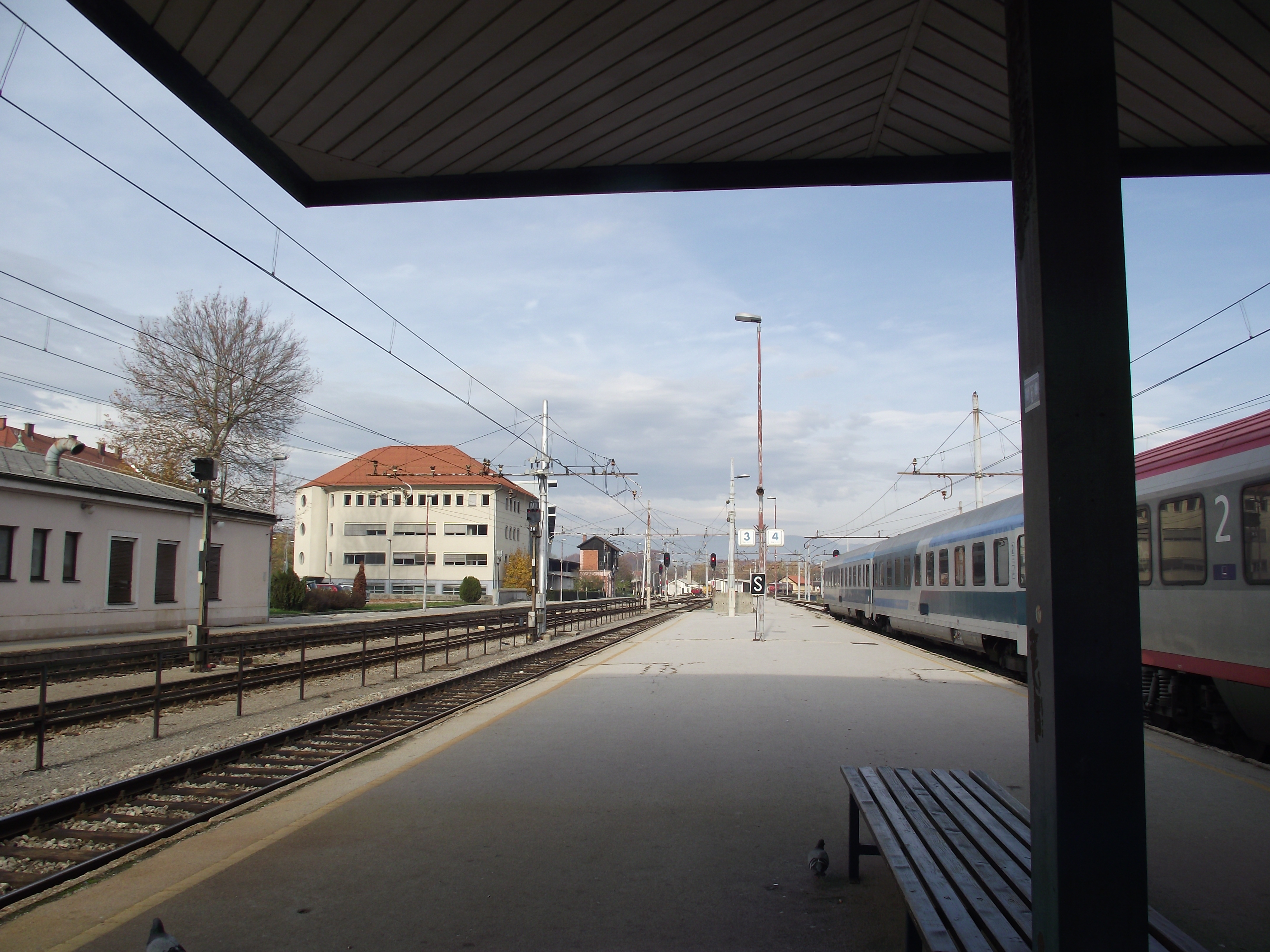
Centralstationen i Celje.
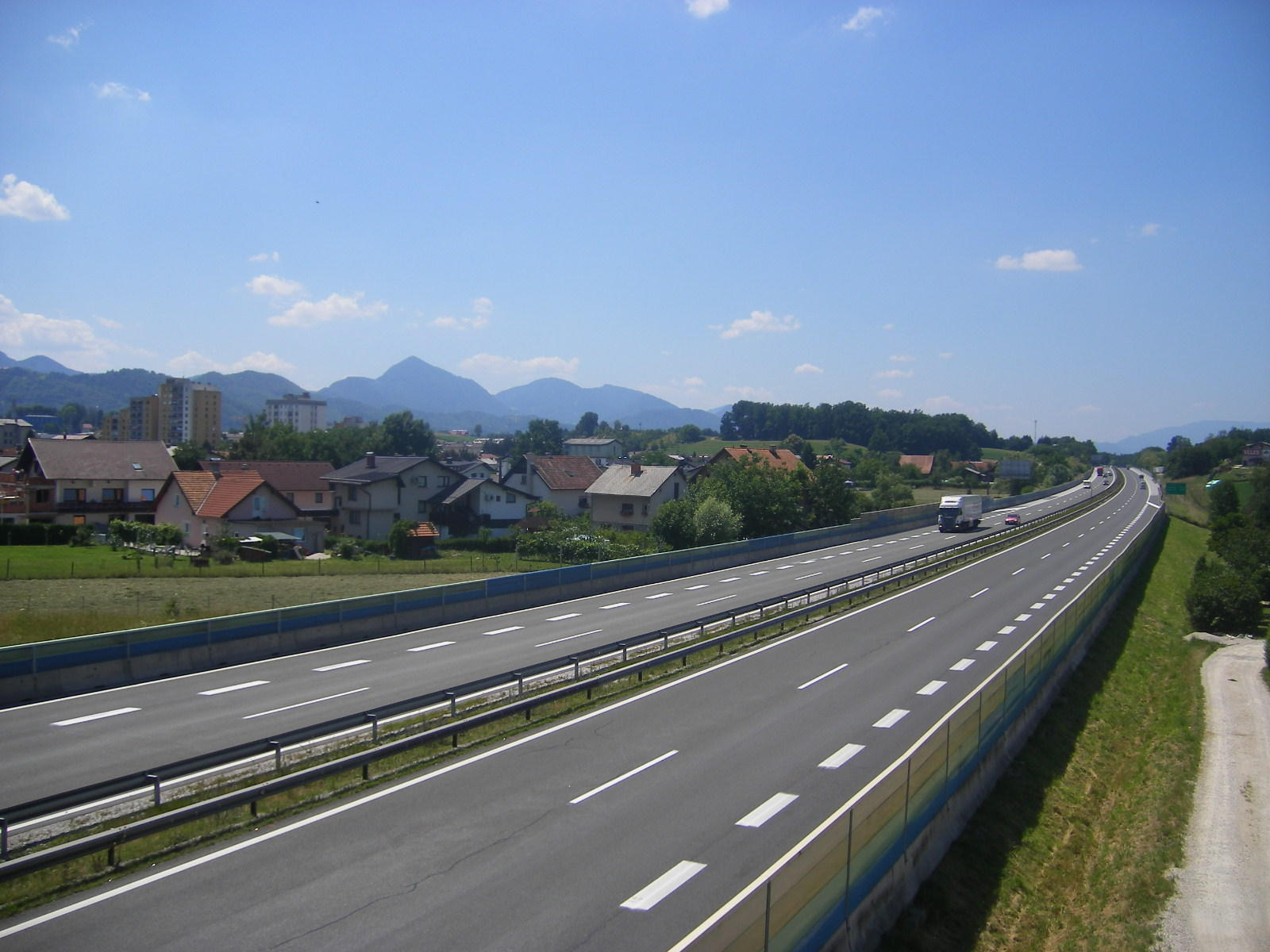
Motorvägen A1 mellan Maribor och Ljubljana passerar Celje.

## Sport
- NK Celje